# Rio Filiaş
O Rio Filiaş é um rio da Romênia, afluente do Târnava Mare, localizado no distrito de Harghita.